# Gleicheniastrum elongatum
Gleicheniastrum elongatum là một loài dương xỉ trong họ Gleicheniaceae. Loài này được Nakai mô tả khoa học đầu tiên năm 1950.
Danh pháp khoa học của loài này chưa được làm sáng tỏ. 